# Фёдоровка (Икрянинский район)
Фёдоровка — село в Икрянинском районе Астраханской области России. Входит в состав Оранжерейнинского сельсовета.

## География
Село находится в юго-западной части Астраханской области, на правом берегу Бахтемира (Главный рукав), на расстоянии примерно 24 километров (по прямой) к юго-юго-западу (SSW) от села Икряное, административного центра района. Абсолютная высота — 24 метра ниже уровня моря. Климат умеренный, резко континентальный. Характеризуется высокими температурами летом и низкими — зимой, малым количеством осадков, а также большими годовыми и летними суточными амплитудами температуры воздуха.

## История
Село было основано в 1791 году как рыболовный промысел и первоначально называлось Харбай, что в переводе с калмыцкого языка означает «огромная, страшная белуга». Современное название связано с именем одного из владельцев промысла.

В «Списке населенных мест Российской империи» 1859 года населённый пункт упомянут как владельческое село Харбай (Фёдоровское) Астраханского уезда (2-го стана) при реке Басарге, расположенное в 77 верстах от губернского города Астрахани. В Харбае имелось 62 двора и проживало 548 человек (262 мужчины и 286 женщин). Функционировали рыболовный завод и телеграф.

До 3 июня 2015 года село являлось административным центром Фёдоровского сельсовета.

## Население
| 2002 | 2010 |
| ---- | ---- |
| 731  | ↘682 |

По данным Всероссийской переписи, в 2010 году численность населения села составляла 682 человека (340 мужчин и 342 женщины). Согласно результатам переписи 2002 года, в национальной структуре населения русские составляли 75 %.
| Национальность | Численность (2010) | Процент |
| -------------- | ------------------ | ------- |
| Русские        | 495                | 71,7%   |
| Казахи         | 147                | 21,3%   |
| Цыгане         | 31                 | 4,5%    |
| Татары         | 7                  | 1%      |
| Азербайджанцы  | 5                  | 0,7%    |
| Украинцы       | 5                  | 0,7%    |
| Всего          | 690                | 100%    |

## Инфраструктура
В селе функционируют отделение общей врачебной практики (филиал ГБУЗ «Икрянинская районная больница»), дом культуры, библиотека и отделение Почты России.
Уличная сеть села состоит из 11 улиц и 1 переулка.

## Русская православная церковь
Иоанно-богословская церковь. Упоминается в 1855-1916 гг.